# Wappen der Provinz Zamora

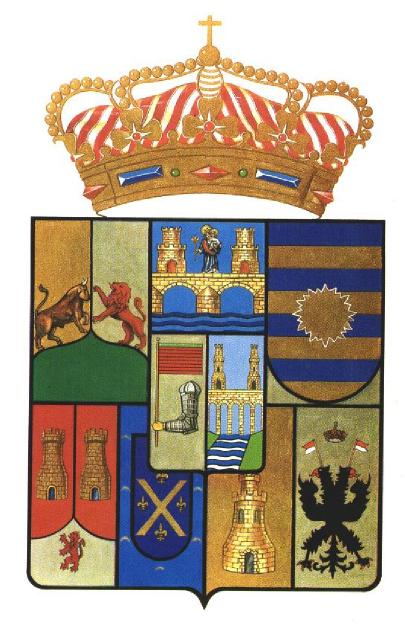
Wappen der Provinz Zamora, vermutlich vor Januar 1966 entstanden

Das Wappen der Provinz Zamora wurde in der vorliegenden Form bisher nicht offiziell angenommen. Es entspricht der Tradition vieler spanischer Provinzen, es aus den Wappen der existierenden Gerichtsbezirke zu kombinieren.

## Beschreibung
In der Heraldik werden die Bezeichnungen rechts und links grundsätzlich aus der Sicht der Person verwendet, die den Schild vor sich her tragen würde, also entgegengesetzt zur Sicht des Betrachters.
Der Wappenschild ist in sieben Felder unterteilt, davon drei in seiner oberen Hälfte und vier in seiner unteren, dazu kommt noch ein Herzschild. Diese insgesamt acht Felder stehen somit für die acht Gerichtsbezirke der Provinz, wie sie vor der Reduktion auf fünf im Januar 1966 bestanden.
Das erste Feld ist von Gold und Silber gespalten mit einem grünen Kielbogen im Schildfuß. Rechts steht in Gold ein nach links blickender, aufrechter, naturfarbener Stier, links in Gold ein aufrechter, roter Löwe. Das Feld repräsentiert Toro.
Im zweiten Feld steht eine goldene Brücke über vier blau-silbernen Wellenbalken. Darauf steht die Figur der Jungfrau Maria im blauen Mantel mit dem Jesuskind auf dem linken Arm, die beide goldene Kronen tragen. Die Figur wird beiderseits flankiert von je einem goldenen, schwarz vermauerten, runden Zinnenturm mit roten Tür und Fensteröffnungen. Das Feld steht für Benavente.
Im dritten Feld steht vor einem vierfach von Blau und Gold geteilten Hintergrund eine goldene Flammensonne mit 22 Strahlen für Villalpando.
Das vierte Feld zeigt in beiden Hälften jeweils einen goldenen, schwarz vermauerten, runden Zinnenturm mit blauen Tür- und Fensteröffnungen, dazu in einer silbernen Spitze im Schildfuß einen aufrechten, roten Löwen. Das Feld symbolisiert Alcañices.
Das fünfte Feld zeigt in Blau ein goldenes Andreaskreuz, begleitet von vier goldenen Lilien. Auf dem blauen Schildrand liegen acht silberne Halbmonde. Das Feld steht für Puebla de Sanabria.
Im sechsten Feld steht in Gold ein ebensolches, schwarz vermauertes Kastell mit schwarzen Tür- und Fensteröffnungen für Bermillo de Sayago.
Im siebten Feld erscheint auf silbernem Grund ein rot bewehrter, schwarzer Doppeladler, darüber eine goldene, geschlossene Königskrone, die beiderseits von je einer Standarte Rot über Weiß begleitet wird. Das Feld repräsentiert Fuentesaúco.
Der gespaltene Herzschild zeigt rechts in Silber einen geharnischten Arm, der an einer schwarzen Stange eine Flagge hochhält, die aus acht roten Streifen und darüber einem grünen Streifen besteht. Links steht in Silber vor einer grünen Landschaft eine silberne Brücke zwischen zwei hohen Rundtürmen, die blau-silberne Wellen überspannt. Der Herzschild steht für die Provinzhauptstadt Zamora.
Auf dem Schild ruht die geschlossene Königskrone Spaniens. Ungewöhnlich in der Darstellung ist die rot-weiße Streifung des Kronenfutters; dieses sollte einheitlich in Rot ausgeführt sein.

## Historische Herkunft der Wappenbestandteile
1. Der Stier im rechten Feld ist seit sehr langer Zeit redendes Symbol für den Namen der Stadt. Der rote Löwe erinnert daran, dass Toro von 1528 bis 1804 Hauptort einer eigenen Provinz im Königreich León war.[2]
2. Im Fall von Benavente taucht die Brücke mit zwei hohen Türmen im Hintergrund im Rahmen einer Stadtsilhouette schon im 13. Jahrhundert auf einem Wachssiegel auf, das sich im Diözesanarchiv von Astorga befindet. Das Bild der Jungfrau Maria mit dem Jesuskind (genannt Virgen de la Vega) wird erstmals 1675 von Rodrigo Méndez Silva beschrieben.[3] Man schrieb ihr in der Rückschau eine übernatürliche Mitwirkung bei der Rückeroberung der Stadt von den Mauren im Jahre 812 unter Alfons II. von Asturien zu.[4][5]
3. Woher die Farben und das Wappenbild von Villalpando stammen, bleibt bisher im Dunkel.
4. Das Wappen von Alcañices geht zurück auf dasjenige des Adelsgeschlechts der Enríquez,[6] begründet durch Alfonso Enríquez, Admiral von Kastilien (1354–1429), dessen Enkel Francisco Enríquez de Almansa erster Marques von Alcañices wurde. Der Turm ist an das Kastell Kastiliens angelehnt, der rote Löwe an das Symbol des Königreichs León.
5. Das Wappen von Puebla de Sanabria geht zurück auf Men Rodríguez de Sanabria,[7] der 1367 von König Peter I. von Kastilien für seine treuen Dienste im Kampf um das Thronerbe mit der Herrschaft über seinen Geburtsort belehnt wurde.[8]
6. Bermillo del Sayago wurde 1313 als Hauptort des Bezirks Sayago in die Gruppe der Städte berufen, die sich als Bruderschaft der Räte des Königreichs León zusammenschlossen.[9] Darauf könnte das Wappenbild des Kastells zurückgehen. Die Darstellung von Gold auf Gold widerspricht drastisch der heraldischen Farbregel.
7. Das Wappen von Fuentesaúco wurde im 16. Jahrhundert unter König Karl I. angenommen und greift dessen Insignien als Kaiser Karl V. des Heiligen Römischen Reichs auf.[10]
8. Der geharnischte Arm im rechten Feld des Schildes ist derjenige von Viriathus, dem Anführer der Lusitaner gegen die römischen Invasoren 147–139 v. Chr.[11] Ihm gelangen in dieser Zeit angeblich acht Siege, bei denen er die roten römischen Truppenfahnen (vexilla) erbeuten konnte. Streifen dieser Fahnen heftete er an die Spitze seiner Lanze, was den Ursprung der vom Arm gehaltenen Flagge von Zamora bildet. Den neunten grünen Streifen fügten die Katholischen Könige Isabella I. und Ferdinand II. hinzu in Anerkennung der Unterstützung durch Zamora für Isabella I. in der Schlacht von Peleagonzalo 1476 gegen ihre Nichte Johanna im Kastilischen Erbfolgekrieg.[12][13] Die silberne Brücke auf der linken Seite des Schildes erinnert an die Eroberung der Brücke, die den Zugang zur Stadt Mérida bildete, an Weihnachten 1229. Während der Schlacht schaffte es die Miliz von Zamora in der Vorhut, die Verteidigung der Brücke über den Guadiana zu durchbrechen, was Grundlage für die Eroberung von Mérida war. Die Tapferkeit der Zamoraner war so bemerkenswert, dass Alfons IX. beschloss, „zum ewigen Gedenken“ die römische Brücke von Mérida in das Wappen von Zamora aufzunehmen.[14] Die Darstellung der silbernen Brücke auf silbernem Grund widerspricht wiederum der heraldischen Farbregel.